# Международная эсперанто-лига

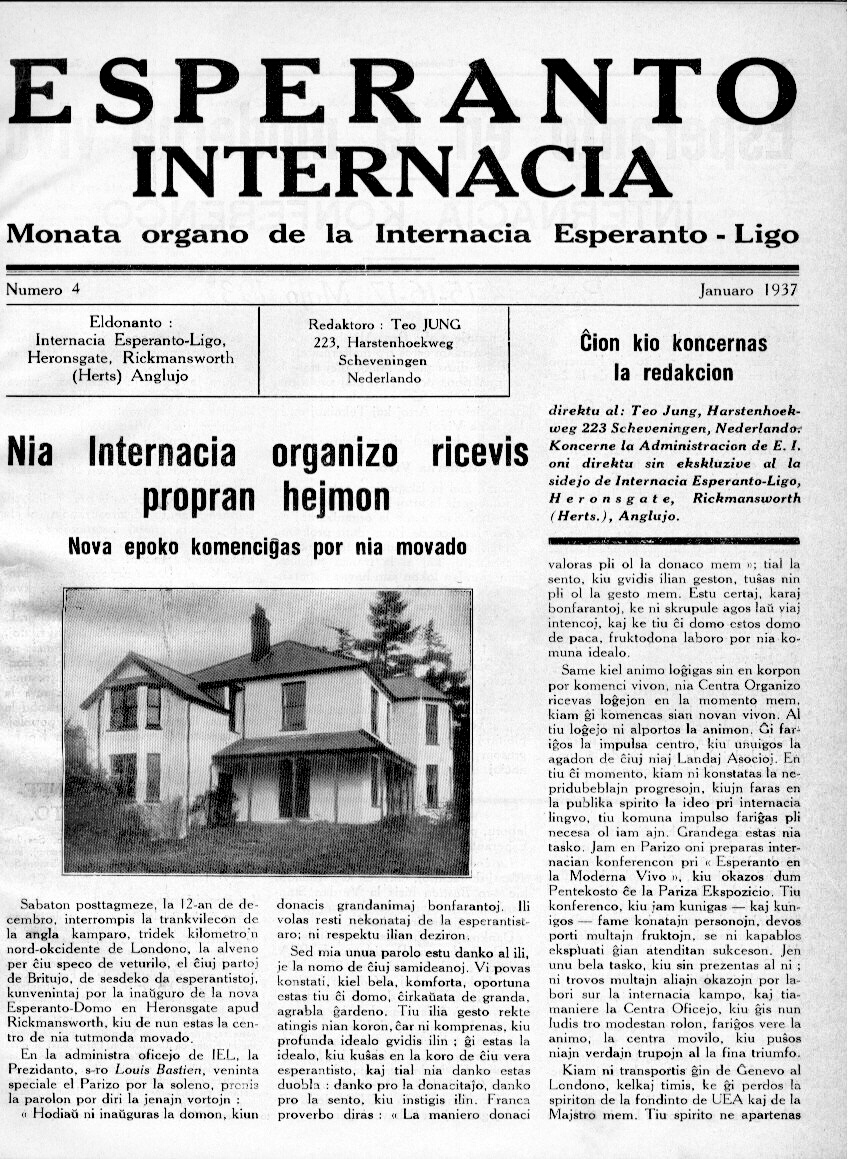
Esperanto Internacia, 1937.

Междунаро́дная эспера́нто-ли́га (эсп. Internacia Esperanto-Ligo) — международная ассоциация эсперантистов, которая возникла в связи с расколом Всемирной ассоциации эсперанто в 1936 году. Существовала на протяжении 11 лет, до воссоединения мирового эсперанто-движения в 1947 году.

## История
К середине 1930-х годов в деятельности Всемирной эсперанто-ассоциации (UEA) накопились противоречия, связанные с разногласиями по поводу представительства национальных ассоциаций эсперанто в руководстве UEA. Избранный в 1934 году президентом UEA Луи Бастьен ещё в марте 1936 года объявил, что, в связи с высокими затратами в Швейцарии, штаб-квартира UEA будет перенесена из Женевы в Великобританию. Это вызвало сопротивление со стороны бывших руководителей UEA Эдуарда Штеттлера и Ханса Якоба, которые пытались воспрепятствовать переносу штаб-квартиры UEA, организовав по этому поводу судебный процесс. Швейцарский суд вынес решение в пользу оставления штаб-квартиры UEA в Женеве, в связи с чем Бастьен подал в отставку с поста президента UEA и 18 сентября 1936 года заявил о создании новой организации — Международной эсперанто-лиги (эсп. Internacia Esperanto-Ligo, IEL), со штаб-квартирой в Херонсгейте (графство Хартфордшир, неподалёку от Лондона). Бастьена и его сторонников поддержало большинство национальных эсперанто-ассоциаций, на стороне руководства «старой» UEA остались только швейцарская эсперанто-ассоциация, практически неработающая испанская ассоциация и несколько сотен индивидуальных членов UEA.
Международная эсперанто-лига действовала на протяжении 11 лет, до 1947 года. Всё это время её президентом был Луи Бастьен, а генеральным секретарём (генеральным директором) — Чарльз Сесил Голдсмит. IEL издавала свою газету «Heroldo de Esperanto», которая в 1940 году была переименована в «Esperanto Internacia».
После Второй мировой войны были предприняты меры по преодолению раскола в эсперанто-движении. После длительных переговоров на Всемирном конгрессе эсперантистов в Берне в 1947 году было принято решение о воссоединении движения и создании обновлённой международной ассоциации под прежним названием — Всемирная эсперанто-ассоциация (UEA), штаб-квартира которой до 1955 года по-прежнему располагалась в Херонсгейте. Луи Бастьен ушёл в отставку, и президентом обновлённой UEA стал Э.Мальмгрен.